# كرة القدم في دورة الألعاب الرياضية الأولى لدول مجلس التعاون 2011
كرة القدم في دورة الألعاب الرياضية الأولى لدول مجلس التعاون 2011 أقيمت من 13 إلى 22 أكتوبر 2011. أقيمت جميع المباريات في ستاد البحرين الوطني في الرفاع.

## الدور الأول

### المجموعة 1
| المنتخب | لعب | فاز | تعادل | خسر | له | عليه | الفارق | النقاط |
| ------- | --- | --- | ----- | --- | -- | ---- | ------ | ------ |
| البحرين | 2   | 2   | 0     | 0   | 4  | 2    | +2     | 6      |
| قطر     | 2   | 1   | 0     | 1   | 1  | 1    | 0      | 3      |
| عمان    | 2   | 0   | 0     | 2   | 2  | 4    | −2     | 0      |

| عمان | 0 – 1   | قطر                   |
| ---- | ------- | --------------------- |
|      | التقرير | النيل 61' (ركلة جزاء) |

| البحرين                                            | 3 – 2   | عمان                         |
| -------------------------------------------------- | ------- | ---------------------------- |
| عبد اللطيف 3' (ركلة جزاء) · الحسيني 62' · بابا 89' | التقرير | عبد الهادي 38' · المعمري 66' |

| قطر | 0 – 1   | البحرين     |
| --- | ------- | ----------- |
|     | التقرير | المالود 81' |

### المجموعة 2
| المنتخب                  | لعب | فاز | تعادل | خسر | له | عليه | الفارق | النقاط |
| ------------------------ | --- | --- | ----- | --- | -- | ---- | ------ | ------ |
| السعودية                 | 2   | 1   | 1     | 0   | 3  | 1    | +2     | 4      |
| الإمارات العربية المتحدة | 2   | 0   | 2     | 0   | 1  | 1    | 0      | 2      |
| الكويت                   | 2   | 0   | 1     | 1   | 0  | 2    | −2     | 1      |

| الإمارات العربية المتحدة | 1 – 1   | السعودية   |
| ------------------------ | ------- | ---------- |
| علي 56'                  | التقرير | الخميس 27' |

| الكويت | 0 – 0   | الإمارات العربية المتحدة |
| ------ | ------- | ------------------------ |
|        | التقرير |                          |

| السعودية               | 2 – 0   | الكويت |
| ---------------------- | ------- | ------ |
| بهبري 81' · عبده 90+5' | التقرير |        |

## الدور النصف النهائي
| البحرين                                         | 4 – 2   | الإمارات العربية المتحدة |
| ----------------------------------------------- | ------- | ------------------------ |
| عبد اللطيف 12' · الحردان 44' · الحسيني 44'، 51' | التقرير | سالم 33' · شمروخ 57'     |

| السعودية        | 2 – 0   | قطر |
| --------------- | ------- | --- |
| سفياني 23', 63' | التقرير |     |

## تحديد المركز الثالث
| الإمارات العربية المتحدة | 2 – 0   | قطر |
| ------------------------ | ------- | --- |
| حسن 4' · سالم 65'        | التقرير |     |

## المباراة النهائية
| البحرين                                       | 3 – 1   | السعودية   |
| --------------------------------------------- | ------- | ---------- |
| الحردان 39' · عبد اللطيف 62' (ركلة جزاء)، 71' | التقرير | الخميس 60' |

## البطل
| بطل مسابقة كرة القدم في دورة الألعاب الرياضية الأولى لدول مجلس التعاون 2011 |
| --------------------------------------------------------------------------- |
| · البحرين · للمرة الأولى                                                    |

## الترتيب النهائي
| الترتيب | المنتخب                  |
| ------- | ------------------------ |
| 1       | البحرين                  |
| 2       | السعودية                 |
| 3       | الإمارات العربية المتحدة |
| 4       | قطر                      |
| 5       | الكويت                   |
| 6       | عمان                     |

## ترتيب الهدافين
| 4 أهداف - إسماعيل عبد اللطيف |

| 3 أهداف - سامي الحسيني |

| هدفين - فهد الحردان - بدر الخميس - ربيع سفياني - فهد سالم |

| هدف - عبد الوهاب المالود - حسين بابا - محمد النيل - عبد الله عبد الهادي - عبد الله المعمري | - أحمد عبده - هتان بهبري - عبد الله حسن - أحمد شمروخ - خميس علي |